# 長串山公園

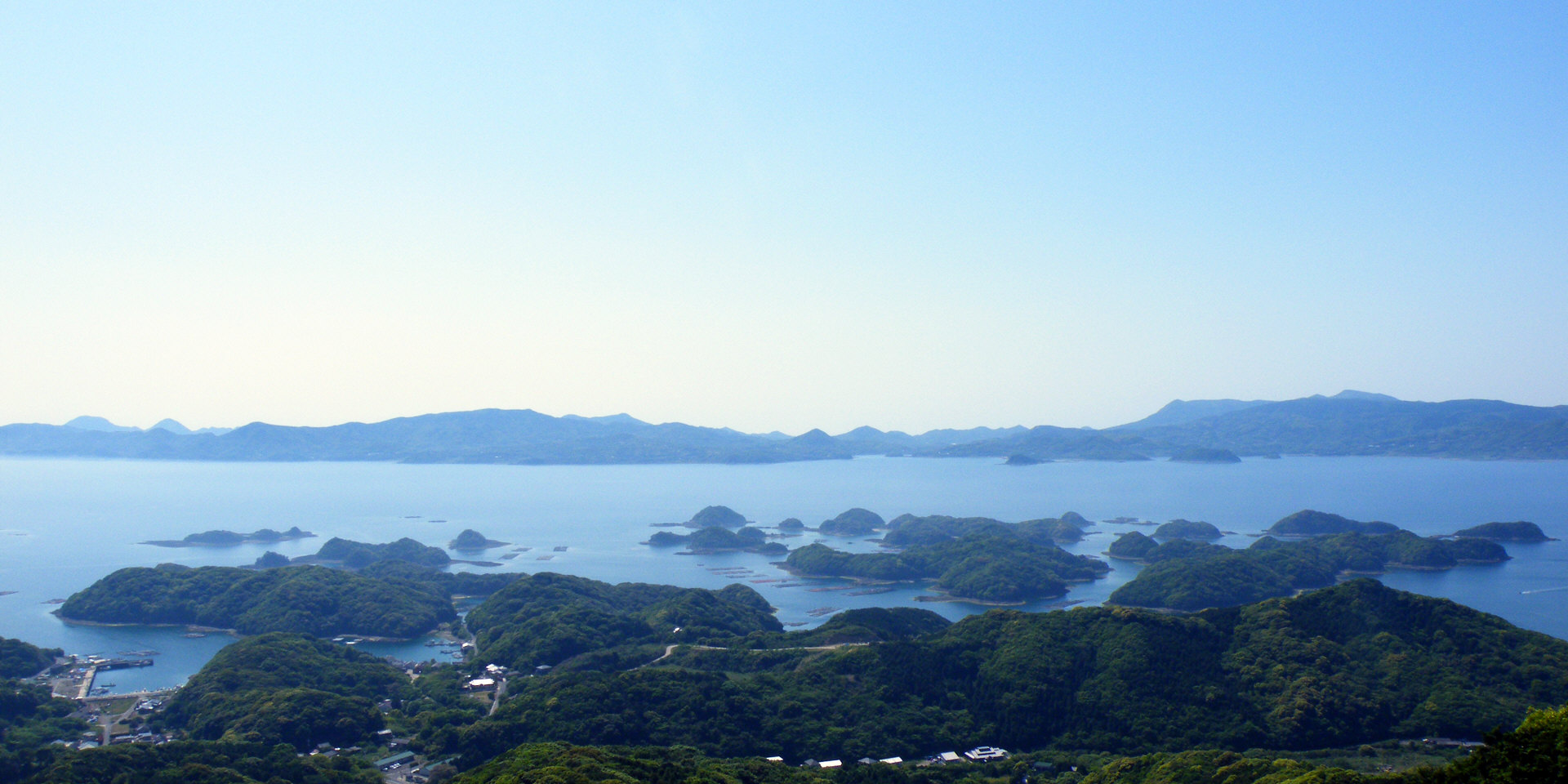
園内より北九十九島を望む

長串山公園（なぐしやまこうえん）は、日本の長崎県佐世保市鹿町町（旧北松浦郡鹿町町）長串にある公園である。西海国立公園の北九十九島園地にあたり「長串山ツツジ公園」と称されることもある。

## 概要

4月

佐世保市鹿町町の中部、長串山（標高234m）の西側中腹一帯に園地を持つ。1969年（昭和44年）に長崎国体開催を記念して植栽が始まった。約10万本のツツジがあり、構成は花びらが大きいヒラドツツジ（平戸ツツジ）が約6割、花びらがより小さいクルメツツジ（久留米ツツジ）が約4割となっている。
毎年4月下旬頃に見頃となる。1982年（昭和57年）からは「長串山つつじ祭り」が開催されている（例年4月初旬から5月初旬（ゴールデンウィーク後半）まで開催）。
園内からは北九十九島が一望でき「九十九島八景」の一つに認定されている。

## アクセス
- 西九州自動車道佐々ICより車で約30分（長崎県道18号佐々鹿町江迎線または長崎県道139号佐世保鹿町線経由）
- 西肥自動車（西肥バス）「長串山公園入口」バス停下車、徒歩約20分。